# Břetislav Tolman
Břetislav Tolman (21. června 1873, Německý Brod – 9. května 1937, Praha) byl profesorem vodního stavitelství na Českém vysokém učení technickém v Praze. V akademickém roce 1934–1935 byl jeho rektorem.

## Dílo
- 1899–1902 zdymadlo Praha - Trója
- 1912 detailní návrh spodní stavby mostu a jezu Roudnice nad Labem[4]